# Cubocephalus alticola
Cubocephalus alticola là một loài tò vò trong họ Ichneumonidae.